# قائمة زملاء الجمعية الملكية المنتخبين في 1698
هذه الصفحة تعرض قائمة زملاء الجمعية الملكية المُنتخبين لعام 1698.

## الزملاء
- تشارلز سبنسر [الإنجليزية]‏
- Matthew Prior [الإنجليزية]‏
- دومينيكو غولييلميني [الإنجليزية]‏
- James Ogilvy, 4th Earl of Findlater [الإنجليزية]‏
- Sir Orlando Bridgeman, 1st Baronet, of Ridley [الإنجليزية]‏
- George Mackay, 3rd Lord Reay [الإنجليزية]‏
- Giorgio Baglivi [الإنجليزية]‏
- جاك كاسيني
- Sir John Stanley, 1st Baronet [الإنجليزية]‏
- Anthony Hammond [الإنجليزية]‏